# Marine Roy
Pour les articles homonymes, voir Roy.
Marine Roy est une lutteuse libre française.

## Palmarès

### Championnats du monde
- Médaille d'argent en lutte libre dans la catégorie des moins de 57 kg en Championnats du monde de lutte 1992 à Villeurbanne
- Médaille de bronze en lutte libre dans la catégorie des moins de 57 kg en Championnats du monde de lutte 1991 à Tokyo